# Sally Forrest
Pour les articles homonymes, voir Forrest.
Sally Forrest est une actrice américaine, de son vrai nom Katherine Sally Feeney, née à San Diego (Californie, États-Unis) le 28 mai 1928 et morte le 15 mars 2015 à Beverly Hills (Californie).

## Biographie
Sally Forrest débute au cinéma en 1946 et interprète d'abord des petits rôles non crédités de danseuse dans quatre films produits par la Metro-Goldwyn-Mayer. En 1949, elle obtient ses premiers rôles de composition et rencontre la réalisatrice Ida Lupino, pour laquelle elle tourne trois films (deux cette même année 1949, le troisième en 1951). En tout, elle apparaît dans vingt-deux films américains, les deux derniers en 1956 (dont La Cinquième Victime de Fritz Lang, où elle retrouve Ida Lupino, cette fois actrice). Un de ses films les mieux connus, hormis celui de Lang, est le western La Vallée de la vengeance (1951), aux côtés de Burt Lancaster, Joanne Dru et Robert Walker.
À la télévision, Sally Forrest participe à dix-sept séries, entre 1952 et 1967, année où elle se retire.
Au théâtre, elle joue à Broadway dans une pièce à succès de George Axelrod (représentée 1 141 fois de 1952 à 1955), Sept Ans de réflexion (The Seven Year Itch), où elle interprète en remplacement le rôle qui sera repris par Marilyn Monroe dans l'adaptation au cinéma de 1955.

## Filmographie

### Au cinéma (intégrale)
- 1946 : La Pluie qui chante (Till the Clouds roll by) de Richard Whorf : une danseuse
- 1948 : Faisons les fous (Are you with it ?) de Jack Hively : une danseuse (non créditée)
- 1948  : Le Brigand amoureux (The Kissing Bandit) de László Benedek : une danseuse (non créditée)
- 1949 : Match d'amour (Take Me Out to the Ball Game) de Busby Berkeley : une danseuse (non créditée)
- 1949 : Monsieur Belvédère au collège (Mr. Belvedere Goes to College) d'Elliott Nugent : Miss Cadwaller, secrétaire du Dr. Gibbs (non créditée)
- 1949 : Avant de t'aimer (Not Wanted) d'Elmer Clifton et Ida Lupino : Sally Kelton
- 1949 : Flame of Youth (en) de R. G. Springsteen (créditée Kathryn Lang) : Miss O'Brien
- 1949 : Le Mystérieux Docteur Korvo (Whirpool) d'Otto Preminger : petit rôle (non créditée)
- 1949 : Chanson dans la nuit (Dancing in the Dark) d'Irving Reis : une secrétaire (non créditée)
- 1949 : Faire face (Never Fear) d'Ida Lupino : Carol Williams
- 1950 : Trois Gosses sur les bras (My Blue Heaven) de Henry Koster : petit rôle (non créditée)
- 1950 : Le Mystère de la plage perdue (Mystery Street) de John Sturges : Grace Shanway
- 1951 : Jeu, set et match (Hard, Fast and Beautiful) d'Ida Lupino : Florence Farley
- 1951 : La Vallée de la vengeance (Vengeance Valley) de Richard Thorpe : Lily Fasken
- 1951 : Un fou au volant (Excuse my Dust) de Roy Rowland : Liz Bullitt
- 1951 : Le Cabaret du soleil couchant (The Strip) de László Kardos : Jane Tafford
- 1951 : Bannerline de Don Weis : Richie Loomis
- 1951 : Le Château de la terreur (The Strange Door) de Joseph Pevney : Blanche de Malétroit
- 1953 : L'Auto sanglante (Code Two) de Fred M. Wilcox : 	Mary Hartley
- 1955 : Le Fils de Sinbad (Son of Sinbad) de Ted Tetzlaff : Ameer
- 1956 : La Cinquième Victime (While the City sleeps) de Fritz Lang : Nancy Liggett
- 1956 : Ride the High Iron de Don Weis : Elise Vanders

### À la télévision (sélection de séries)
- 1955 : Le Choix de... (Screen Directors Playhouse), épisode 5 Want Ad Wedding de William A. Seiter
- 1959-1964 : Rawhide, Saison 1, épisode 4 Incident of the Widowed Dove (1959) de Ted Post ; Saison 6, épisode 20 Incident of the Swindler (1964)
- 1967 : Cher oncle Bill (Family Affair), Saison 2, épisode 12 Our Friend Stanley de Charles Barton

## Théâtre (à Broadway)
- 1952-1955 : Sept Ans de réflexion (The Seven Year Itch), pièce de George Axelrod, produite par Courtney Burr et Elliott Nugent, avec Vanessa Brown (Sally Forrest en remplacement, à des dates non spécifiées), Tom Ewell (Eddie Albert ou Eddie Bracken en remplacements, également à des dates non mentionnées)